# یواس‌اس تینوزا (اس‌اس‌ان-۶۰۶)
یواس‌اس تینوزا (اس‌اس‌ان-۶۰۶) (به انگلیسی: USS Tinosa (SSN-606)) یک زیردریایی بود که طول آن ۲۷۸ فوت (۸۵ متر) بود. این زیردریایی در سال ۱۹۶۱ ساخته شد.